# 존 엥글러

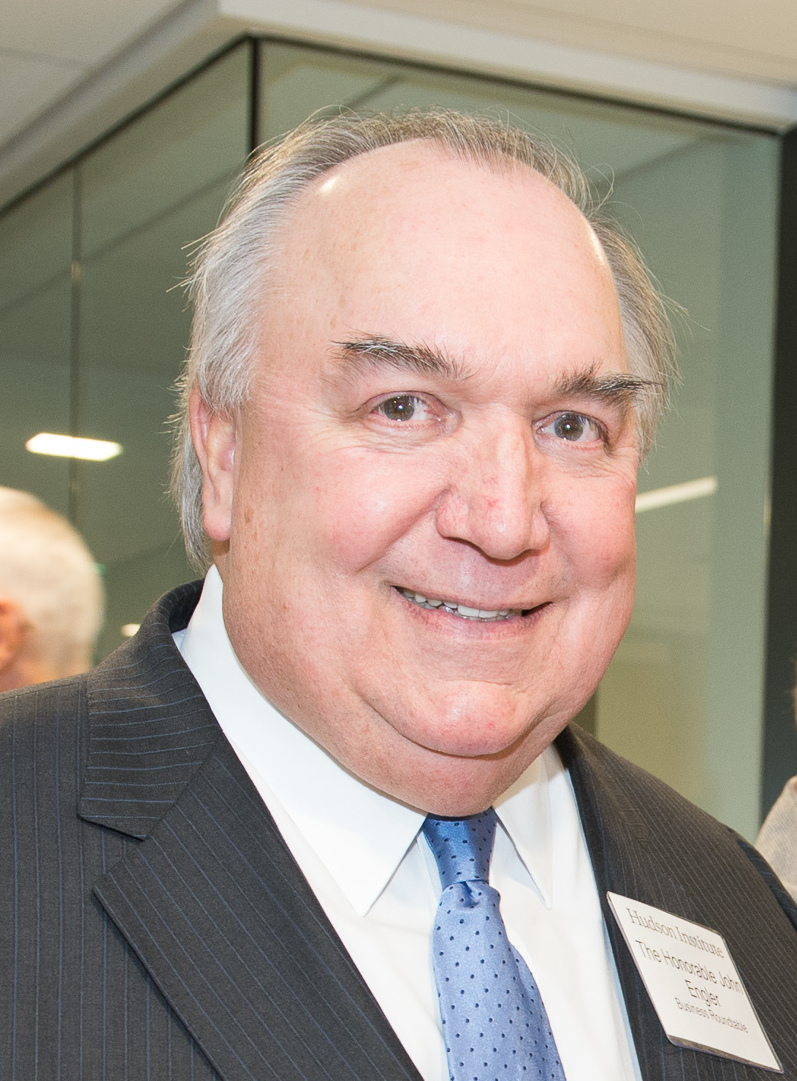
2016년 모습

존 엥글러(John Engler, 본명: 존 마티아스 엥글러, John Mathias Engler, 1948년 10월 12일 ~ )는 1991년부터 2003년까지 미시간의 제46대 주지사를 역임한 미국의 정치인, 변호사, 사업가 및 로비스트이다. 미국 최고의 로비스트 중 한 명으로 여겨지는 그는 공화당 의원이다.
엥글러는 토머스 M. 쿨리 로스쿨(Thomas M. Cooley Law School)에 입학할 때 미시간 상원에서 복무하고 있었고 법학 박사 학위를 취득했으며 1979년부터 미시간주 상원의원으로 재직했다. 그는 1984년 상원 다수당 지도자로 선출되어 주지사로 선출될 때까지 그곳에서 근무했다. 그는 1994년과 1998년에 재선되었으며, 두 번 이상 임기를 역임한 마지막 미시간 주지사이다. 주지사직을 맡은 후 그는 비즈니스 라운드테이블(Business Roundtable)에서 일했다.
엥글러는 저명한 보수주의자이자 미시간 출신인 러셀 커크의 지적 유산을 이어가는 교육 조직인 러셀 커크 문화 갱신 센터의 자문위원으로 활동했다. 엥글러는 또한 많은 커크 센터 프로그램에 자금을 지원하는 마거리트 아이어 윌버 재단(Marguerite Eyer Wilbur Foundation)의 이사회에서 활동했다. 엥글러는 2014년까지 애니 E. 캐시(Annie E. Casey) 재단 이사회의 회원이었다. 2018년 기준 그는 유니버설 포리스트 프로덕츠(Universal Forest Products)의 이사회에서 활동하고 있다. 이전 이사회에는 다우 존스 및 델타 항공의 이사, 먼더 펀즈(Munder Funds)의 이사 등을 역임했다.

## 역대 선거 결과
| 선거명      | 직책명                   | 대수 | 정당   | 득표율 | 득표수      | 결과 | 당락               |
| ----------- | ------------------------ | ---- | ------ | ------ | ----------- | ---- | ------------------ |
| 1986년 선거 | 상원의원 (미시간 제35부) | 84대 | 공화당 | 58.62% | 39,241표    | 1위  | 미시간 주의원 당선 |
| 1990년 선거 | 미시간 주지사            | 46대 | 공화당 | 49.76% | 1,276,134표 | 1위  | 미시간 주지사 당선 |
| 1994년 선거 | 미시간 주지사            | 46대 | 공화당 | 61.48% | 1,899,101표 | 1위  | 미시간 주지사 당선 |
| 1998년 선거 | 미시간 주지사            | 46대 | 공화당 | 62.21% | 1,883,005표 | 1위  | 미시간 주지사 당선 |